# Віллі Петтігрю
Віллі Петтігрю (англ. Willie Pettigrew, нар. 2 жовтня 1953, Мотервелл) — шотландський футболіст, що грав на позиції нападника. Виступав, зокрема, за клуби «Мотервелл», «Данді Юнайтед», «Хартс» а також національну збірну Шотландії.

## Клубна кар'єра
Віллі Петтігрю почав кар'єру в футбольній школі клубу «Гіберніан» в 1970 році, проте, не зумівши пробитись до першої команди «Хібз», перейшов в юніорську команду «Іст Кайлбрайд Тісл».
У дорослому футболі Петтігрю дебютував 1972 року виступами за команду клубу «Мотервелл», в якій провів сім сезонів, взявши участь у 146 матчах чемпіонату.  Більшість часу, проведеного у складі «Мотервелла», був основним гравцем атакувальної ланки команди. У складі «Мотервелла» був одним з головних бомбардирів команди, маючи середню результативність на рівні 0,55 голу за гру першості. В сезоні 1975-76 у віці 22 років Віллі став найкращим бомбардиром сезону вищого дивізіону Шотландії. Він повторив своє досягнення через два роки в сезоні 1977-78.
У 1979 році «Данді Юнайтед» купили Петтігрю за £ 100,000. Там він здобув Кубок шотландської ліги сезону 1979-80, забивши два голи у ворота «Абердина» в матчі-відповіді, який завершився з рахунком 3-0. Він також грав в переможному фіналі Кубка Ліги 1980 року, але цього разу голи забивали Пол Старрок і Дейві Доддс, які врешті стали основними нападниками на декілька наступних сезонів.
У 1981 році за £ 120,000 відступних Петтігрю перейшов в «Хартс» і допоміг команді підвищитися в класі за підсумками сезону. В 1984 році він переїхав в Грінок на один сезон. Віллі закінчив свою ігрову кар'єру в наступному сезоні, провівши зовсім навелику кількість ігор за «Гамільтон Академікал».

## Виступи за збірну
Будучи гравцем «Мотервелла», Вілі 1976 року дебютував в офіційних матчах у складі національної збірної Шотландії. Протягом кар'єри у національній команді, яка тривала усього 2 роки, провів у формі головної команди країни 5 матчів (чотири в 1976 році і один в 1977), забивши 2 голи. Дебютувавши за збірну Шотландії у віці 22 років, останню свою гру він провів у віці 23 років.

## Титули і досягнення
- Кубок Шотландії
  - Фіналіст (1): 1980–81
- Кубок Шотландської ліги:
  - Володар (2): 1979–80, 1980–81